# Antigastra longipalpis
Antigastra longipalpis là một loài bướm đêm trong họ Crambidae.